# 希波吕托斯 (剧本)
《希波吕托斯》，古希腊诗人欧里庇得斯的著名悲剧。

## 内容
雅典城邦国王忒修斯和亞馬遜女王的儿子“希波吕托斯”，崇拜狩猎神阿尔忒弥斯，不喜欢女人和爱情，爱神阿佛洛狄忒对他这种行为愤怒不已，便报复他，让他的后母怀德拉爱上了他。怀德拉害了相思病奄奄一息，她的乳母得知真相后把怀德拉的爱意传达给了希波吕托斯，结果被他拒绝和怒斥，怀德拉羞愧自杀，留下绝笔信。信中说是希波吕托斯意图玷污她，国王忒修斯看罢，愤怒不已，请求海神波塞冬派遣一头公牛撞到儿子希波吕托斯的马车，结果儿子在岩石上撞死了，这时候，狩猎神阿尔忒弥斯出现，把真相告诉了国王忒修斯和行将就木的希波吕托斯。

## 主题和风格
欧里庇得斯在这部悲剧里描写了凡间的普通人“希波吕托斯”被拥有神力的爱神“阿佛洛狄忒”蓄意谋杀的事情，充满对神的怀疑、对命运、对传统信仰的怀疑。